# Landschaftsschutzgebiet Ortsrandlagen bei Nettelstädt
Das Landschaftsschutzgebiet Ortsrandlagen bei Nettelstädt mit 23,46 ha Flächengröße liegt in der Stadt Rüthen im Kreis Soest. Das Gebiet wurde 1997 mit dem Landschaftsplan II Erwitte/Anröchte durch den Kreistag als Landschaftsschutzgebiet (LSG) ausgewiesen. Das LSG liegt nördlich von Nettelstädt. Das LSG grenzt direkt an den Siedlungsbereich.

## Beschreibung
Das LSG umfasst Offenlandbereiche mit Grünland und Acker.

## Schutzzweck
Die Ausweisung erfolgte wie bei anderen LSGs im Landschaftsplangebiet zur Erhaltung oder Wiederherstellung  der Leistungsfähigkeit des Naturhaushaltes; wegen der Vielfalt, Eigenart oder Schönheit des Landschaftsbildes oder wegen ihrer besonderen Bedeutung für die Erholung.

## Rechtliche Vorschriften
Wie in den anderen Landschaftsschutzgebieten im Landschaftsplangebiet besteht im LSG ein Verbot, Bauwerke zu errichten. Die Untere Naturschutzbehörde kann Ausnahme-Genehmigungen für Bauten aller Art erteilen. Wie in den anderen Landschaftsschutzgebieten besteht im LSG ein Verbot Weihnachtsbaum-, Schmuckreisig- und Baumschul-Kulturen anzulegen. Es auch verboten Bäume, Sträucher, Hecken, Feld- oder Ufergehölze zu beseitigen oder zu schädigen. Ferner darf kein Grünland, Grünlandbrachen und Ostweiden umgewandelt werden.